# Fleming and John
Fleming and John è un duo musicale statunitense composto dal polistrumentista John Mark Painter e dalla moglie Fleming McWilliams originario di Nashville (Tennessee) e attivo dalla metà degli anni novanta del XX secolo.

## Storia
La coppia si incontrò mentre frequentavano il Belmont College a Nashville, e immediatamente cominciarono a collaborare sulle canzoni.
Mentre stavano perseguendo un contratto discografico, Painter cominciò a suonare in sessioni di studio con artisti come DC Talk, Sixpence None the Richer, Indigo Girls, Jars of Clay, Nanci Griffith e Jewel.
Nel 1994 registrarono la canzone Harder to Believe than Not To per la compilation I Predict A Clone: A Steve Taylor Tribute. L'anno seguente, la coppia pubblicò il suo primo album studio intitolato Delusions of Grandeur. Ben Folds, amico e fan del duo, chiese a loro di entrare nella band. Continuarono a suonare e a registrare con Folds di volta in volta.
Nel 1999 il duo registrò il loro secondo album intitolato The Way We Are, il quale produsse una hit minore con il singolo Ugly Girl.
Il duo ebbe una seconda carriera come cover band, fornendo registrazioni di canzoni d'altri artisti per album tributo, colonne sonore e compilation.
La band è stata inattiva a partire dalla fine del tour di The Way We Are alla fine degli anni novanta. Comunque, recentemente hanno incominciato a fare canzoni da acquistare nella  loro pagina di MySpace, affermando che se riescono a finire abbastanza canzoni possono registrare un nuovo album.

## Formazione
- Fleming McWilliams: voce
- John Mark Painter: chitarra, tromba, sassofono, basso, pianoforte, theremin

## Discografia

### Album
- 1995: Delusions of Grandeur
- 1999: The Way We Are

### Singoli
- 1998: Ugly Girl/The Pearl

### Compilation di artisti vari
- 1994: I Predict A Clone: A Steve Taylor Tribute
- 1998: Vietnam: A Musical Retrospective
- 2002: Traveling Light - Songs from the 23rd Psalm
- 2002: Lynne Me Your Ears

### Altri album
- 2000: Fear of Pop: Volume 1, dei Fear of Pop